# Brachysomophis cirrocheilos
Poisson-serpent, Anguille-serpent
Espèce
Brachysomophis cirrocheilos , ou communément nommé Poisson-serpent ou  Anguille-serpent, est une espèce de poisson marin benthique de la famille des Ophichthidae, correspondant aux poissons serpentiformes.
Brachysomophis cirrocheilos est un poisson de grande taille pouvant atteindre 159 cm de long.
Ce poisson-serpent fréquente les eaux tropicales de l'Océan Indien, Mer Rouge incluse, et l'ouest de l'Océan Pacifique.
Il affectionne les fonds meubles proches des récifs entre 1 et 10 m de profondeur.
Il a une activité nocturne.